# 英雄 運命の詩
『英雄 運命の詩』（えいゆう うんめいのうた）は、EGOISTの8枚目のシングル。2017年8月16日にSACRA MUSICよりリリースされた。

## 概要
前作より1年3ヶ月ぶりとなるシングル。表題曲はテレビアニメ『Fate/Apocrypha』第1クールオープニングテーマに起用された。

### 仕様
「通常盤」「初回生産限定盤」「期間生産限定盤」の3形態で発売。EGOISTが3形態で発売するのは初。

## チャート成績
- 2017年8月16日付のオリコン週間ランキングで週間5位にランクインした[3]。

## 収録曲
通常盤・初回限定盤CD
1. 英雄 運命の詩
2. 永遠
3. Eiyu Fate's Song
4. 英雄 運命の詩 -Instrumental-
5. 永遠 -Instrumental-

期間生産限定盤CD
1. 英雄 運命の詩
2. 永遠
3. Eiyu Fate's Song
4. 英雄 運命の詩 (TV Edit)

初回生産限定盤DVD
- 英雄 運命の詩 (オリジナルムービー)

期間生産限定盤DVD
- TVアニメ「Fate/Apocrypha」オープニングノンクレジットムービー

全曲作詞作曲：ryo